# Vabre-Tizac
Vabre-Tizac is een voormalige gemeente in het Franse departement Aveyron in de regio Occitanie. De plaats maakt deel uit van het arrondissement Villefranche-de-Rouergue.

## Geschiedenis
Vabre-Tizac maakte totdat het op 22 maart 2015 werd opgeheven deel uit van het kanton Rieupeyroux dat op die dag opging in het kanton Aveyron et Tarn. Op 1 januari 2015 fuseerde de gemeente met La Bastide-l'Évêque en Saint-Salvadou tot de commune nouvelle Le Bas Ségala, waarvan La Bastide-l'Évêque de hoofdplaats werd.

## Geografie
De oppervlakte van Vabre-Tizac bedraagt 22,4 km², de bevolkingsdichtheid is 19,1 inwoners per km².
De onderstaande kaart toont de ligging van Vabre-Tizac met de belangrijkste infrastructuur en aangrenzende gemeenten.

## Demografie
Onderstaande figuur toont het verloop van het inwonertal (bron: INSEE-tellingen).

Vanwege een beveiligingsprobleem met de MediaWiki Graph-software is het momenteel niet mogelijk deze grafiek weer te geven. Zodra de software is bijgewerkt zal de grafiek vanzelf weer zichtbaar worden.

## Geboren
- Gustave Garrigou (1884-1963), wielrenner